# Ueckermannseius eastafricae
Ueckermannseius eastafricae är en spindeldjursart som beskrevs av Moraes, Zannou och Oliveira 2006. Ueckermannseius eastafricae ingår i släktet Ueckermannseius och familjen Phytoseiidae. Inga underarter finns listade i Catalogue of Life.